# 弗洛里達 (布宜諾斯艾利斯省)

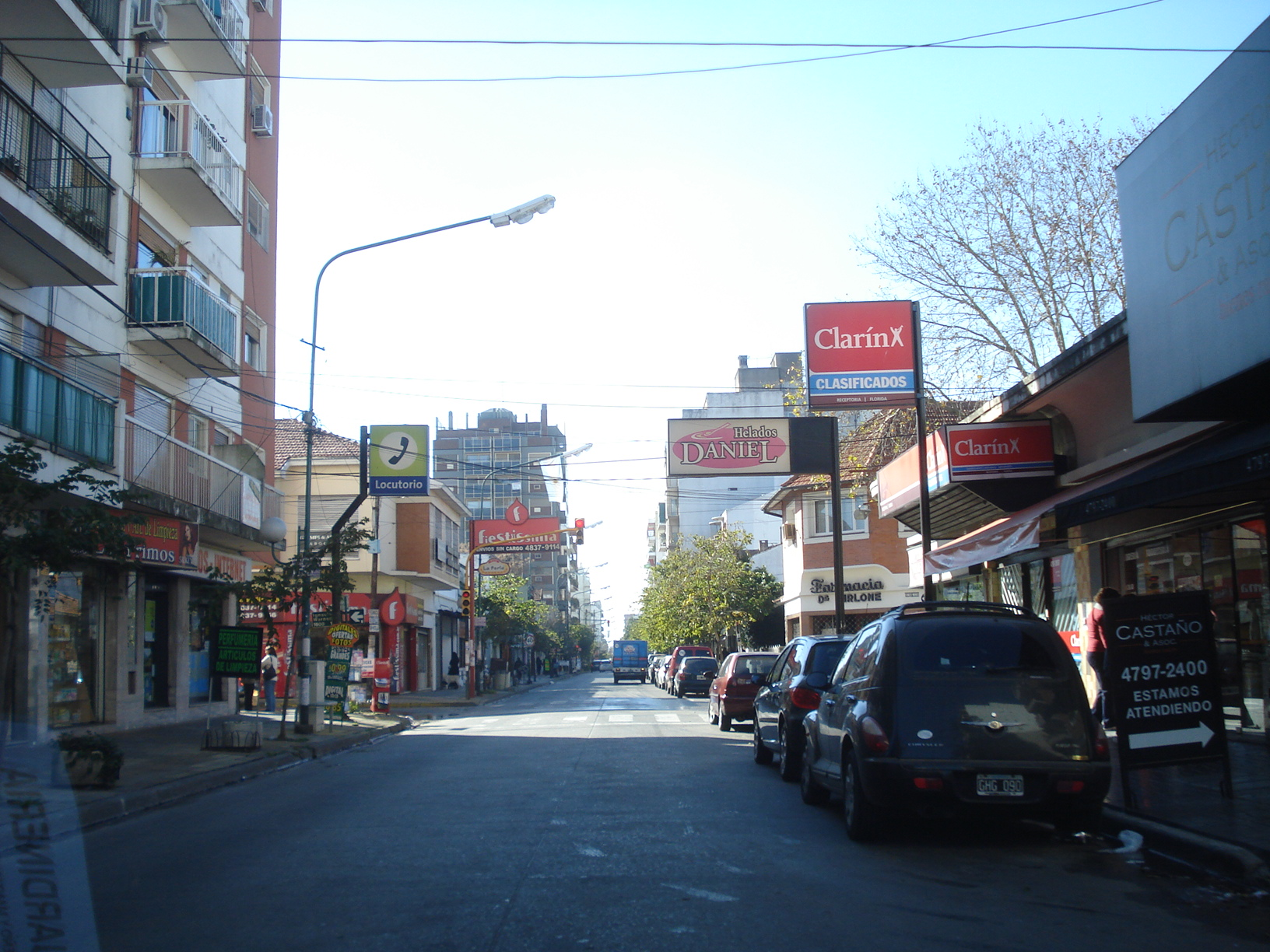

弗洛里達是阿根廷的城鎮，位於該國東北部，由布宜諾斯艾利斯省負責管轄，距離首都布宜諾斯艾利斯15公里，始建於1856年，海拔高度13米，2001年人口59,844。

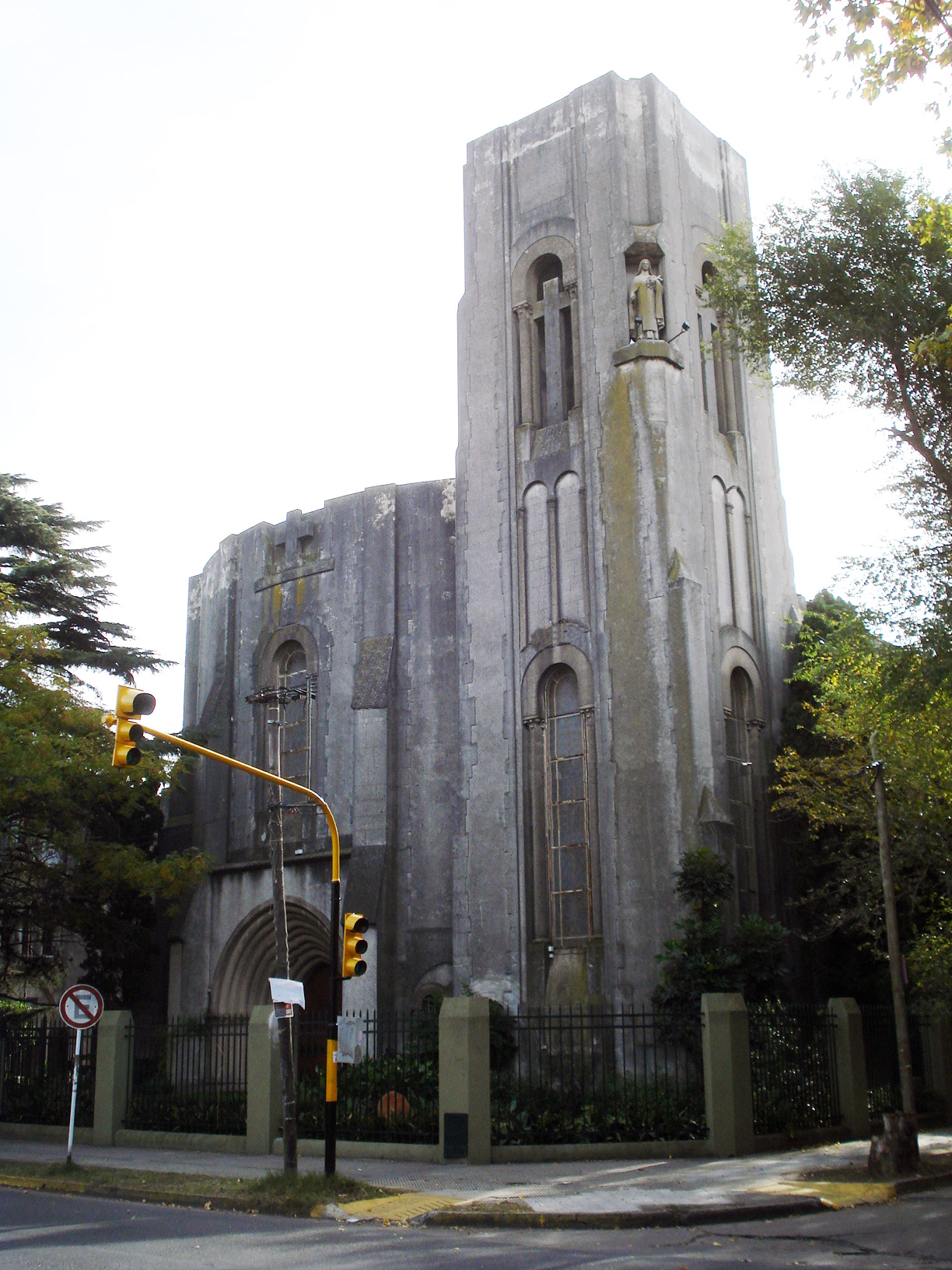